# NGTS-18
NGTS-18 — одиночная звезда в созвездии Гидры на расстоянии около 3725 световых лет (около 1142 парсек) от Солнца. Видимая звёздная величина звезды — +14,54m. Возраст звезды определён как около 10,84 млрд лет.
Вокруг звезды обращается, как минимум, одна планета.

## Характеристики
NGTS-18 — жёлтый карлик спектрального класса G5V. Масса — около 1,003 солнечной, радиус — около 1,392 солнечного, светимость — около 1,711 солнечной. Эффективная температура — около 5933 K.

## Планетная система
В 2021 году группой астрономов, работающих в рамках проекта NGTS, было объявлено об открытии планеты NGTS-18 b.